# Ton Keunen
Antonius Martinus Mattheus (Ton) Keunen (Deurne, 15 oktober 1968) is een Nederlands acteur.
Keunen werd geboren als zoon van journalist Martien Keunen en diens echtgenote Martha Keunen-van de Pol. Hij werd genoemd naar zijn grootvader Antoon Keunen (1910-1952), die als bakker in Zeilberg werkte. Na zijn lagere school genoot Ton voortgezet onderwijs aan het St.-Willibrord Gymnasium in zijn geboorteplaats.
Keunen volgde vervolgens een theateropleiding aan de Hogeschool Zuyd in Maastricht. Hij kreeg daar onderwijs in onder meer spel, zang, acteren en dans. 
Ton Keunen heeft twee zonen en is in 2015 getrouwd met Koos van Plateringen.

## Rollen
Televisie
- Gooische Vrouwen (2006)
- Kinderen geen bezwaar- Roger (2008)
- Goede tijden, slechte tijden - Dokter Vergeer (2009, 2010)

Film
- Just a moment (1997)

Musicals
- Dirty Dancing (2008-2009), als Moe Pressman
- Mamma Mia! (2009-2010) Sam (understudy)